# Tryggve Paulsson Frenckner
Tryggve Bertil Paulsson Frenckner, född 21 februari 1921 i Maria Magdalena församling i Stockholm, död 17 december 2005 i Bromma, Stockholm, var en svensk företagsekonom och professor vid Handelshögskolan i Stockholm. Han var drivande bakom etablerandet av Företagsekonomiska institutionen vid Stockholms högskola, idag känd som Företagsekonomiska institutionen vid Stockholms universitet.

## Utbildning
Paulsson Frenckner blev civilekonom vid Handelshögskolan i Stockholm 1944. Han disputerade 1954 vid Handelshögskolan på doktorsavhandlingen Kostnadsfördelning och internprestationsbedömning: studier i vissa kalkylmetoder mot bakgrunden av olika syften och blev därigenom Sveriges andre ekonomie doktor (ekon.dr, Folke Kristensson, som disputerade vid Handelshögskolan i Stockholm 1946, var Sveriges första ekonomie doktor).

## Karriär
Paulsson Frenckner var professor vid Handelshögskolan åren 1956–1971. Han var tillsammans med en annan professor vid högskolan, Gerhard Törnqvist, drivande bakom utvecklingen av den Företagsekonomiska institutionen vid Stockholms högskola (i samtida folkmun "Gråsuggan", föregångare till Stockholms universitet) på Kungstensgatan 45 vid Observatorielunden i Stockholm. I Stockholms universitets minnesskrift från år 1967, står följande att läsa om Paulsson Frenckner:
"Under de nära åtta år som dessförinnan förflöt sedan företagsekonomin introducerades som läroämne vid Stockholms högskola/universitet föll större delen av organisationsarbetet och hela ansvaret för undervisningen och examinationen på professorn vid Handelshögskolan T. Paulsson Frenckner, som av intresse för saken tagit på sig denna börda. Universitetet hyser stor tacksamhet mot honom för denna insats". 
Paulsson Frenckner har haft en avgörande inverkan på svensk företagsekonomisk terminologi, dels inom kostnads-intäktsanalys där han publicerade flera böcker med början under 1950-talet, och dels genom att medverka i att en svensk redovisningsstandard togs fram i form av baskontoplanen.
Paulsson Frenckner promoverades till Handelshögskolan i Stockholms första jubeldoktor år 2004, femtio år efter sin promotion till ekonomie doktor. Han är begravd på Bromma kyrkogård.

## Utmärkelser
- Kommendör av Nordstjärneorden, 3 december 1974.[10]